# Miquel Àngel Flaquer
Miquel Àngel Flaquer Terrasa (ur. 18 lipca 1962 w Capdepera) – majorkański polityk i samorządowiec, od 2009 przewodniczący Unii Majorkańskiej. 

## Życiorys
Uzyskał licencjat z dziedziny nauk ekonomicznych i przedsiębiorczości na Uniwersytecie Autonomicznym w Barcelonie, a później magisterium w obszarze administracji i zarządzania. W 1996 związał się politycznie z Unią Majorkańską, z ramienia której zasiada w Radzie Wyspiarskiej Majorki. Jest rzeczenikiem prasowym UM w lokalnym parlamencie. W czerwcu 2009 został wybrany nowym przewodniczącym partii.